# Castelletto Monferrato
Castelletto Monferrato (già Castelletto Scazzoso, da Castrum Scatiosorum, Castlèt Monfrà in piemontese) è un comune italiano di 1 442 abitanti della provincia di Alessandria, in Piemonte. 

## Geografia fisica
È situato a circa 10 chilometri a nord del capoluogo di provincia.
Situato a circa 3 km dall'uscita Alessandria Ovest della A26 (Ge Voltri – Gravellona Toce), Castelletto Monferrato è ubicato su un promontorio di circa 200 m sul livello del mare che in condizioni ottimali di visibilità permette all’occhio di spaziare dalla pianura di Marengo agli Appennini, dal Monviso al gruppo del Monte Rosa.
Le colline zonali sono prevalentemente ricoperte da vigneti perché il terreno calcareo con i sedimenti di argille azzurre e gialle e le migliaia di conchiglie fossili residuate dal mare Adriatico che milioni di anni fa si addentrava in queste terre, si presta molto bene alla produzione di uve.

## Storia
Di origine medievale, fu originariamente proprietà dei marchesi del Monferrato; nel XIII secolo fu contesa da Alessandria e nel territorio vi furono scontri tra le milizie del Marchesato e quelle alessandrine. Successivamente fu devastata dall'esercito spagnolo nel XVI secolo. In seguito divenne feudo dei Biglietti di San Salvatore, per poi passare sotto il dominio dei Savoia. Castelletto divenne comune verso la prima metà del Settecento, periodo in cui venne realizzata anche la parrocchiale di San Siro, collocata in cima al paese vicino all'antico castello. Negli stessi anni, tra fine settecento e inizio ottocento, iniziò lo sviluppo della principale frazione del paese, Giardinetto, fino a quel momento un territorio facente parte dei giardini e terreni della tenuta Beltondino, sui quali vennero edificate inizialmente alcune stalle e i granai.
Nel 1859 nella Villa Pona ebbe luogo uno storico incontro tra il Re Vittorio Emanuele II e Garibaldi durante la Seconda guerra d'indipendenza.
È il paese natale di Lodovico Rastelli (1801–1878), liutaio, la cui attività primaria era rivolta alla riparazioni di strumenti ad arco e a plettro; ha costruito violini, viole, violoncelli, contrabbassi e chitarre.
Nel 1937 venne istituita l'attuale denominazione del paese. 

### Simboli
Lo stemma di Castelletto Monferrato è un'arma parlante: una torre a due palchi allude al “piccolo castello” del toponimo, dietro la quale si stagliano le Alpi piemontesi, richiamo alla catena montuosa del "Monferrato" (Mons Ferratus).

## Monumenti e luoghi d'interesse
- Chiesa di San Siro
- Chiesa Madonna della Pace e di San Rocco
- Chiesa di San Francesco d'Assisi
- Chiesa di Santa Maria Maddalena
- Castello
- Villa Pona (residenza di S.M. Vittorio Emanuele II)
- Ghiacciaia storica
- Piazzetta San Giovanni (ex Chiesa di San Silvestro)
- Cascina Beltondino (ora Guest House)

## Società

### Evoluzione demografica
Abitanti censiti

## Cultura

### Tradizioni ed eventi

#### La Businà
Castelletto Monferrato è famoso, nei dintorni, per la Businà. Si tratta, nelle parole di P. Raiteri, di:
(Piero Raiteri)
Dopo essere stata sospesa nel dopoguerra, la tradizione della Businà è stata ripresa negli anni ottanta, e perdura ancora ai giorni nostri. Viene infatti recitata ogni anno, nel giorno di Carnevale.

#### Sagra della Zucca
Festa patronale che si svolge nell'ultimo weekend di agosto. Possibilità di gustare vari piatti tipici gastronomici piemontesi ed in particolare la Lasagna di Zucca, prodotto De.Co. del Comune di Castelletto Monferrato.

#### I giochi dei cantoni
Negli ultimi anni, Castelletto Monferrato organizza quelli che vengono chiamati "Giochi dei cantoni": verso la fine dell'estate, una squadra rappresentante del paese sfida in varie discipline altre squadre, rappresentanti delle frazioni e dei sobborghi. Solitamente le squadre partecipanti sono quelle di:
- Castelletto Monferrato
- Giardinetto
- Valverde
- Gerlotti (che però, ultimamente, si è ritirato dalla competizione).

La formula non è fissa, ma muta ogni anno, nel tentativo di rendere più equilibrata la competizione. Tipicamente ci si sfida a calcio e pallavolo, ma anche a carte, coi tornei di scala quaranta e briscola, nonché nei "giochi in piazza", che sono anch'essi molto mutevoli, e constano, ad esempio, in un percorso ad ostacoli da percorrere con una carriola piena d'acqua o nel taglio cronometrato di un tronco.
Al termine dei giochi, distribuiti solitamente in due weekend, si sommano i punteggi guadagnati dalle squadre, e quella vincente ottiene il diritto di custodire la "Coppa dei Cantoni" fino all'anno successivo, quando verrà rimessa in palio. La coppa sarà infine detenuta a titolo definitivo dalla prima squadra che vincerà i giochi per tre volte.
Albo d'oro
| Anno | Vincitore   |
| ---- | ----------- |
| 2004 | Giardinetto |
| 2005 | Giardinetto |

## Amministrazione
Di seguito è presentata una tabella relativa alle amministrazioni che si sono succedute in questo comune.
| Periodo          | Periodo        | Primo cittadino      | Partito                               | Carica      | Note   |
| ---------------- | -------------- | -------------------- | ------------------------------------- | ----------- | ------ |
| 7 gennaio 1988   | 20 aprile 1993 | Giuseppe Cova        | Democrazia Cristiana                  | Sindaco     | [ 10 ] |
| 20 aprile 1993   | 16 giugno 1993 | Pietro Amisano       | lista civica                          | Sindaco     | [ 10 ] |
| 16 giugno 1993   | 28 aprile 1997 | Giuseppe Cova        | Democrazia Cristiana                  | Sindaco     | [ 10 ] |
| 28 aprile 1997   | 14 maggio 2001 | Gian Paolo Cellerino | lista civica                          | Sindaco     | [ 10 ] |
| 24 maggio 2001   | 30 maggio 2006 | Gian Paolo Cellerino | lista civica                          | Sindaco     | [ 10 ] |
| 30 maggio 2006   | 12 luglio 2006 | Gian Paolo Cellerino | lista civica                          | Sindaco     | [ 10 ] |
| 21 febbraio 2007 | 29 maggio 2007 | Paolo Ponta          |                                       | Comm. pref. | [ 10 ] |
| 29 maggio 2007   | 7 maggio 2012  | Paolo Borasio        | lista civica                          | Sindaco     | [ 10 ] |
| 8 maggio 2012    | 11 giugno 2017 | Paolo Borasio        | lista civica: insieme per Castelletto | Sindaco     | [ 10 ] |
| 12 giugno 2017   | 12 giugno 2022 | Gianluca Colletti    | lista civica: siamo Castelletto       | Sindaco     | [ 10 ] |
| 12 giugno 2022   | in carica      | Gianluca Colletti    | lista civica: siamo Castelletto       | Sindaco     | [ 10 ] |

### Gemellaggi
Con le firme dei documenti ufficiali, il 29 giugno 2019 in Italia e il 14 settembre 2019 in Francia, viene siglato il gemellaggio tra i Comuni di Castelletto Monferrato e Annot (Dipartimento Alpi dell'Alta Provenza).
Autori di questo legame i rispettivi Sindaci Gianluca Colletti e Jean Ballestrer.

## Sport
Il paese ha una squadra di calcio, il Castelletto Monferrato che milita nel girone unico di Asti in terza categoria.

## Galleria d'immagini

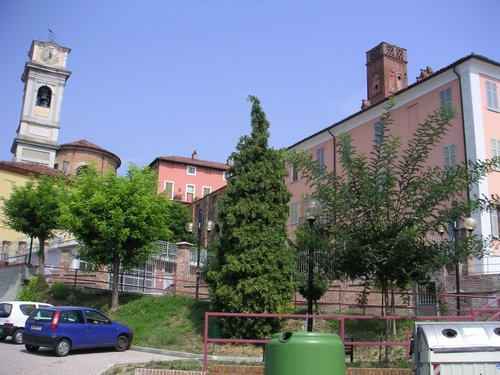
Chiesa, sulla sinistra, e palazzo del Comune, sulla destra
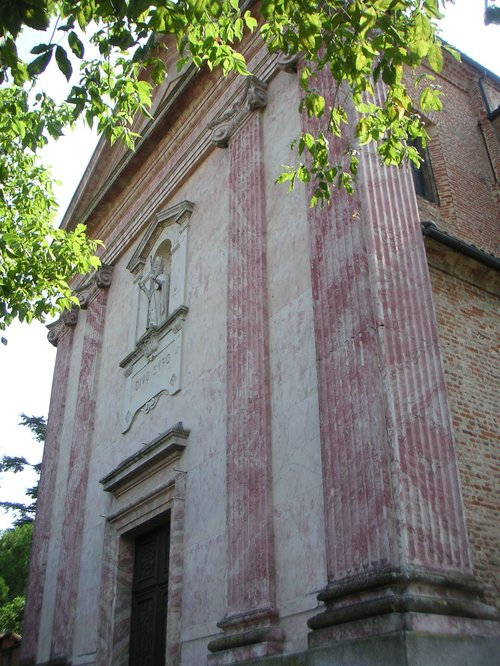
Chiesa di San Siro
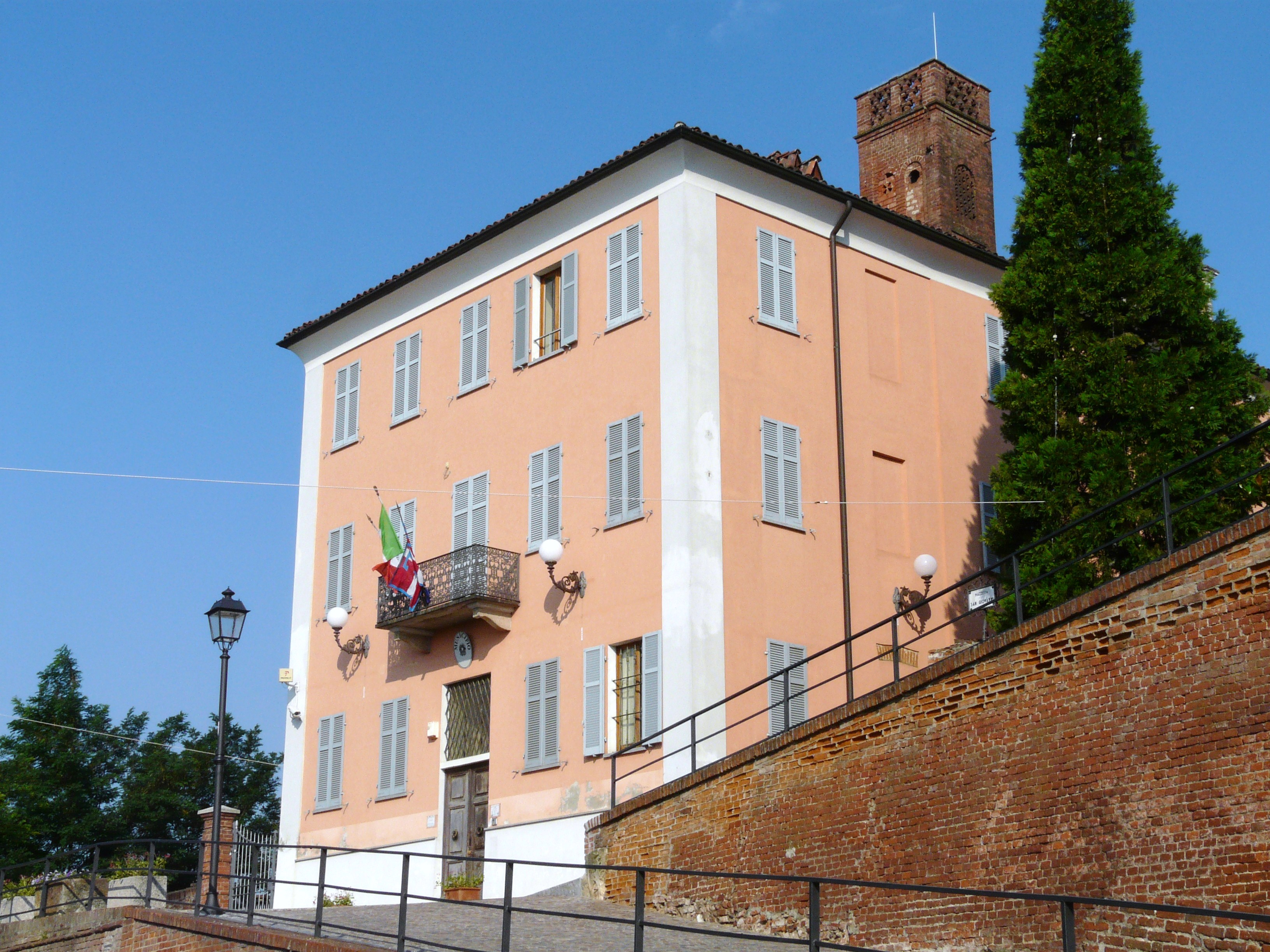
Il municipio
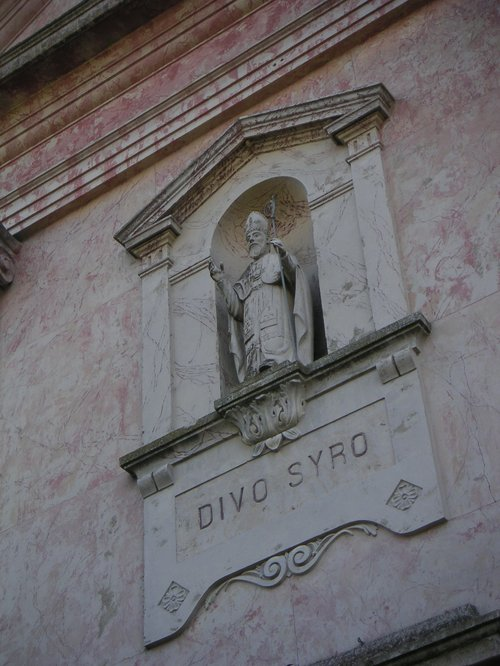
Chiesa di San Siro, particolare
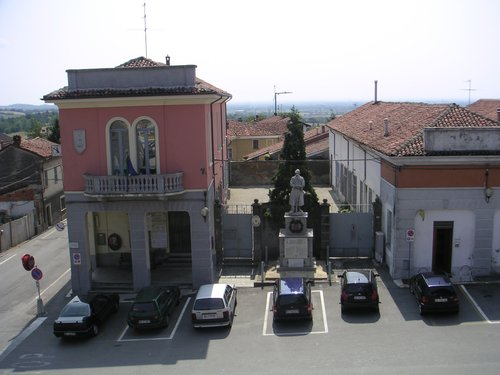
Il vecchio palazzo del Comune, ora dedicato alle scuole, sulla sinistra, e la sede attuale dell'ufficio postale, sulla destra
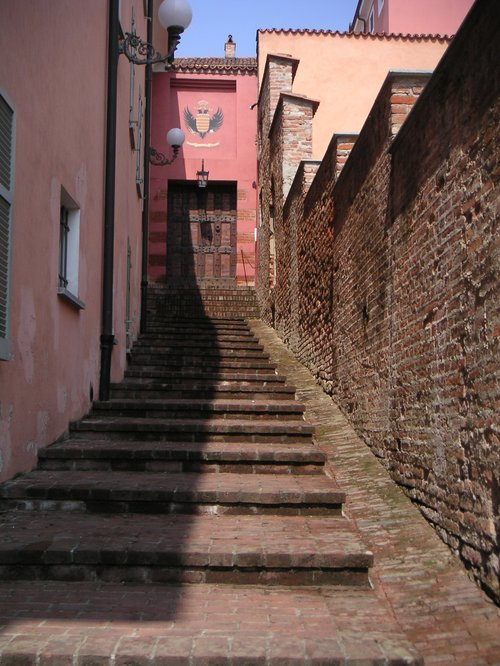
Scalinata al Castello
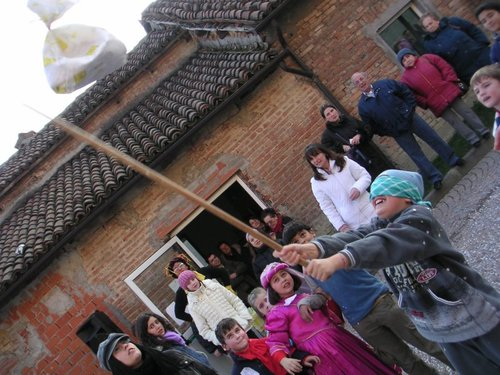
Gioco della pentolaccia a Carnevale
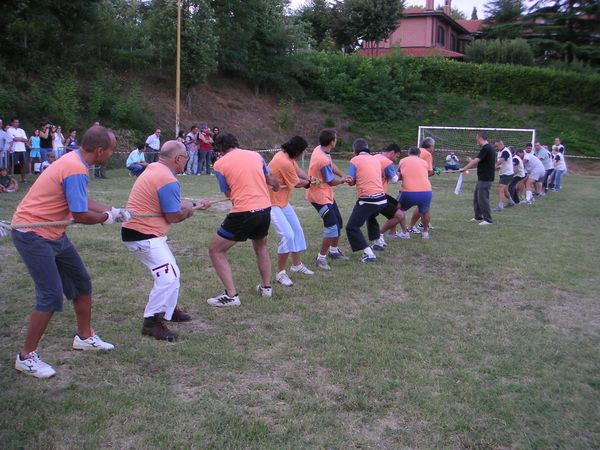
Tiro alla fune ai giochi dei Cantoni, Valverde contro Giardinetto
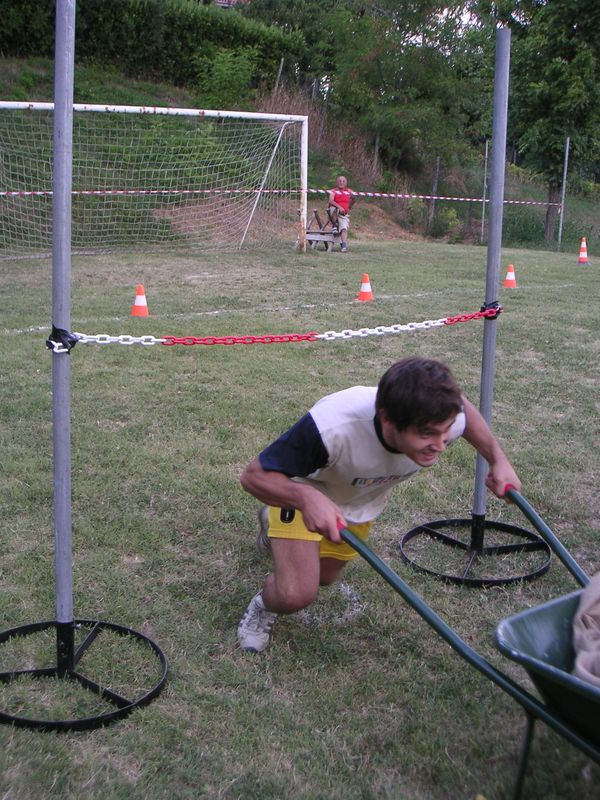
Gimcana con carriola ai giochi dei Cantoni, squadra di Giardinetto
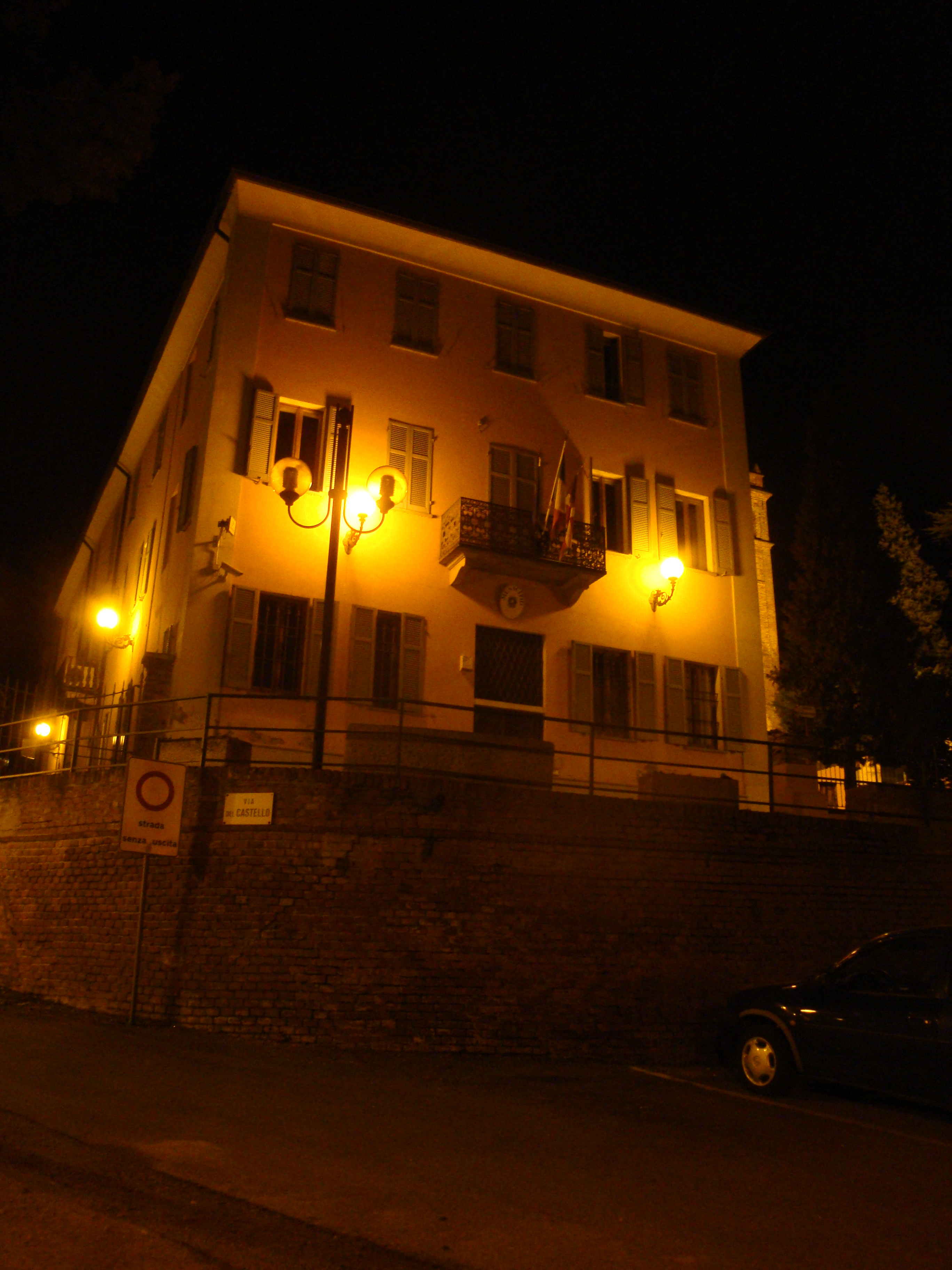
Il Palazzo Municipale in una suggestiva fotografia notturna